# Леонарду Жардім
Леонарду Жардім (порт. Leonardo Jardim, нар. 1 серпня 1974, Барселона) — португальський футбольний тренер. З 2021 року очолює тренерський штаб саудівської команди «Аль-Хіляль».
На чолі «Монако» став чемпіоном Франції в сезоні 2016/17.

## Біографія
Народився у венесуельському місті Барселона у родині вихідців з Португалії. У юному віці перебрався на історичну батьківщину, оселившись на Мадейрі.

### Початок тренерської роботи
Не маючи досвіду футбольних виступів на професійному рівні, зацікавився тренерською роботою, вже у 22 роки працював з однією з місцевих юнацьких команд. Згодом був асистентом головного тренера в аматорських командах, а 2001 року став помічником головного тренера цижчолігового, утім вже професійного клубу «Камаша». 2003 року очолив команду цього клубу, з якою працював у четвертому за силою португальському дивізіоні та брав участь у локальних змаганнях Мадейри.
19 березня 2008 року був призначений головним тренером команди клубу «Шавіш», яка у першому ж повному сезоні під його керівництвом здобула підвищення у класі з третього до другого за силою дивізіону.
Молодого тренера помітило і влітку 2009 року запросило до себе керівництво іншого друголігового клубу «Бейра-Мар». Жардім виправдав надії і за результатами першого ж сезону роботи з цією командою вивів її до Прімейри. Свій перший сезон в еліті португальського футболу тренер розпочав досить вдало, команда з Авейру під його керівництвом трималася на безпечній відстані від зони вильоту, проте по ходу сезону Жардім вирішив залишити її тренерський штаб.

### «Брага»
У травні 2011 року Жардім змінив Домінгуша Пасієнсію у керма значно більш амбітної португальської команди, «Спортінга» (Брага). Пропрацював з бразькою командою лише до кінця сезону 2011/12, який його команда завершила на третьому місці у турнірній таблиці португальської першості, видавши зокрема серію з 15 перемог у чемпіонаті поспіль. Залишив «Брагу» у червні 2012 року через розбіжності з президентом клубу.

### «Олімпіакос»
5 червня 2012 року був призначений головним тренером грецького «Олімпіакоса», змінивши на цій посаді іспанця Ернесто Вальверде. Попри позитивні результати, які демонструвала під його керівництвом команда з Пірея, залишив її 19 січня 2013 року. На той час «Олімпіакос» впевнено очолював турнірну таблицю Грецької Суперліги, маючи 10-очковий відрив від найближчого переслідувача.

### «Спортінг» (Лісабон)
Наступною командою тренера став лісабонський «Спортінг», який він очолив 20 травня 2013 року, уклавши дворічний контракт. Проте учергове пропрацював зі своєю новою командою лише один повний сезон. Цей сезон став одним з найкращих для лісабонців за останні роки — у чемпіонаті вони здобули 67 очок, що на 25 очок перевищило показник попереднього сезону, і посіли друге місце у турнірній таблиці. При цьому ставка протягом сезону робилася тренерським штабом насамперед на молодих вихованців власної футбольної академії.

### «Монако»
Успіхи Жардіма зі «Спортінгом» привернули до нього увагу з боку багатших європейських клубів, і 10 червня 2014 року він уклав дворічний тренерський контракт з одним із лідерів французької Ліги 1 «Монако». За результатами його першого сезону роботи у Франції команда посіла третє місце у чемпіонаті, після чого угоду з тренером було подовжено. Наступного сезону результат повторився, а вже в сезоні 2016/17 португальський фахівець привів «Монако» до першого для клубу за попередні 17 років чемпіонства. Того сезону команда також сягнула півфіналу Ліги чемпіонів УЄФА і фіналу Кубка французької ліги. По його завершенні клуб уклав з Жардімом новий контракт до 2020 року.
11 жовтня 2018, після невдалого старту сезону («Монако» було в нижній частині турнірної таблиці) Жардіма звільнили. Однак його наступник Тьєррі Анрі протримався на посаді лише три місяці, і після його відставки 25 січня 2019 Жардім був знову призначений тренером. Результат виявився не провальним, але й не успішним (збереження прописки в еліті в сезоні 2018/19 та проміжне 7-ме місце в Лізі 1 2019/20), і 28 грудня 2019 керівництво клубу вирішило знову відправити Жардіма у відставку та призначило на його місце Роберта Морено.

### Подальша кар'єра
2 червня 2021 року був призначений головним тренером саудівської команди «Аль-Хіляль».

## Тренерська статистика
Станом на 29 грудня 2019 року
| Команда           | З                 | По                | Статистика | Статистика | Статистика | Статистика | Статистика | Статистика | Статистика | Статистика |
| Команда           | З                 | По                | І          | В          | Н          | П          | Г+         | Г-         | РГ         | % В        |
| ----------------- | ----------------- | ----------------- | ---------- | ---------- | ---------- | ---------- | ---------- | ---------- | ---------- | ---------- |
| «Камаша»          | 2003              | 2008              | 138        | 61         | 34         | 43         | 213        | 162        | +51        | 44,20      |
| «Шавіш»           | 19 березня 2008   | 15 травня 2009    | 38         | 22         | 9          | 7          | 60         | 26         | +34        | 57,89      |
| «Бейра-Мар»       | 2 червня 2009     | 28 лютого 2011    | 66         | 25         | 21         | 20         | 87         | 72         | +15        | 37,88      |
| «Брага»           | травень 2011      | червень 2012      | 46         | 27         | 10         | 9          | 84         | 45         | +39        | 58,70      |
| «Олімпіакос»      | 5 червня 2012     | 19 січня 2013     | 22         | 16         | 3          | 3          | 47         | 19         | +28        | 72,73      |
| «Спортінг»        | 20 травня 2013    | 10 червня 2014    | 35         | 23         | 8          | 4          | 77         | 28         | +49        | 65,71      |
| «Монако»          | 10 червня 2014    | 11 жовтня 2018    | 232        | 125        | 52         | 55         | 438        | 286        | +152       | 53,88      |
| «Монако»          | 25 січня 2019     | 28 грудня 2019    | 37         | 14         | 10         | 13         | 54         | 51         | +3         | 37,84      |
| Усього за кар'єру | Усього за кар'єру | Усього за кар'єру | 614        | 313        | 148        | 153        | 1060       | 689        | —          | 50,98      |

## Тренерські досягнення
- Чемпіон Франції (1):

«Монако»: 2016-2017
- Володар Суперкубка Саудівської Аравії (1):

«Аль-Гіляль»: 2021
- Переможець Ліги чемпіонів АФК (1):

«Аль-Гіляль»: 2021